# Worcester County (Massachusetts)
Worcester County is een county in de Amerikaanse staat Massachusetts.
De county heeft een landoppervlakte van 3.919 km² en telt 750.963 inwoners (volkstelling 2000). De hoofdplaats is Worcester.
In de county ligt de berg Mount Wachusett in het gebied van Wachusett Mountain State Reservation.

## Geboren
- Eli Whitney (Westborough,1765-1825), uitvinder